# Ouainville
Ouainville ist eine französische Gemeinde im Département Seine-Maritime in der Region Normandie (vor 2016 Haute-Normandie). Sie hat 537 Einwohner (Stand 1. Januar 2022) und gehört zum Kanton Saint-Valery-en-Caux (bis 2015 Cany-Barville) und zum Arrondissement Dieppe. Die Einwohner werden Ouainvillais genannt.

## Geografie
Ouainville liegt etwa 60 Kilometer nordöstlich von Le Havre und etwa zehn Kilometer südlich der Alabasterküste. Umgeben wird Ouainville von den Nachbargemeinden Canouville im Norden, Clasville im Osten, Bertreville im Süden, Theuville-aux-Maillots im Südwesten sowie Criquetot-le-Mauconduit im Westen und Nordwesten.

## Bevölkerungsentwicklung
| Jahr                      | 1962 | 1968 | 1975 | 1982 | 1990 | 1999 | 2006 | 2013 |
| Einwohner                 | 324  | 268  | 270  | 420  | 450  | 485  | 495  | 503  |
| Quelle: Cassini und INSEE |      |      |      |      |      |      |      |      |

## Sehenswürdigkeiten
- Kirche Saint-Maclou